# دایی من
دایی من(به فرانسوی: Mon Oncle) نام فیلمی کمدی ساختهٔ سال ۱۹۵۸ به کارگردانی فیلم‌ساز فرانسوی ژاک تاتی است. این فیلم اولین فیلم رنگی تاتی بود. دایی من، برندهٔ جایزه اسکار بهترین فیلم خارجی، جایزهٔ ویژهٔ جشنواره کن سال ۱۹۵۸ و جایزهٔ بهترین فیلم خارجی در حلقهٔ منتقدان فیلم نیویورک شد. این فیلم بیشترین افتخار را نسبت به دیگر فیلم‌های تاتی کسب کرد.

## داستان فیلم

ژاک تاتی در نقش آقای اولو.

آقای اولو (به فرانسوی: M. Hulot) با پیپی همیشه بر لب با بارانی بلند، چتری دردست و اغلب اوقات خاموش و ساکت، دایی جرارد نه‌ساله‌است، جرارد او را دوست دارد و تحسین می‌کند. خواهر آقای اولو و شوهر و پسرشان (خانوادهٔ آرپل) در خانه‌ای لوکس و فوق مدرن زندگی می‌کنند و داستان فیلم هم حول‌وحوش همین خانواده می‌گذرد. شوهرخواهر اولو مدیر یک کارخانهٔ تولید لوله‌های پلاستیکی است. فضای خانهٔ این زن و شوهر به‌شدت ماشینی است و ابزار و آلات مختلف ماشینی و کامپیوتری در خدمت آن‌ها هستند. زن و شوهر هم به این وسایل وابسته‌اند ولی پسر کوچک خانواده علاقه‌ای به این مسائل ندارد و جذب شخصیت بی‌قیدوبند دایی‌اش می‌شود.

فضای خانهٔ آرپل‌ها در تضاد کامل با خانهٔ آقای اولو قرار دارد، خانهٔ اولو در گوشه‌ای از شهر در طبقهٔ سوم آپارتمانی حقیر قرار دارد. شخصیت آرپل‌ها هم نسبت به اولو در تناقضی کامل به سر می‌برد. آرپل‌ها متظاهر و جاه‌طلب هستند در حالی‌که اولو ساده و بی‌شیله‌پیله، دست‌وپاچلفتی و درعین‌حال مهربان است.
پدر خانواده که این را می‌بیند تصمیم می‌گیرد با به‌کارگیری آقای اولو در کارخانه‌اش، هر دو را زیر نظر بگیرد. اما این کار هم تأثیری در روابط دوستانهٔ جرارد و دایی‌اش ندارد، پس آقای آرپل خرابکاری‌های اولو در کارخانه را بهانه می‌کند و او را به عنوان فروشندهٔ یکی از شعب کارخانه به شهرستان می‌فرستد.

## بازیگران
- ژاک تاتی درنقش آقای اولو
- ژان پیر زولا درنقش آقای آرپل
- آدریان سروانتی درنقش خانم آرپل
- آلن بیکور درنقش جرارد آرپل
- لوسین فرگی درنقش آقای پیشار

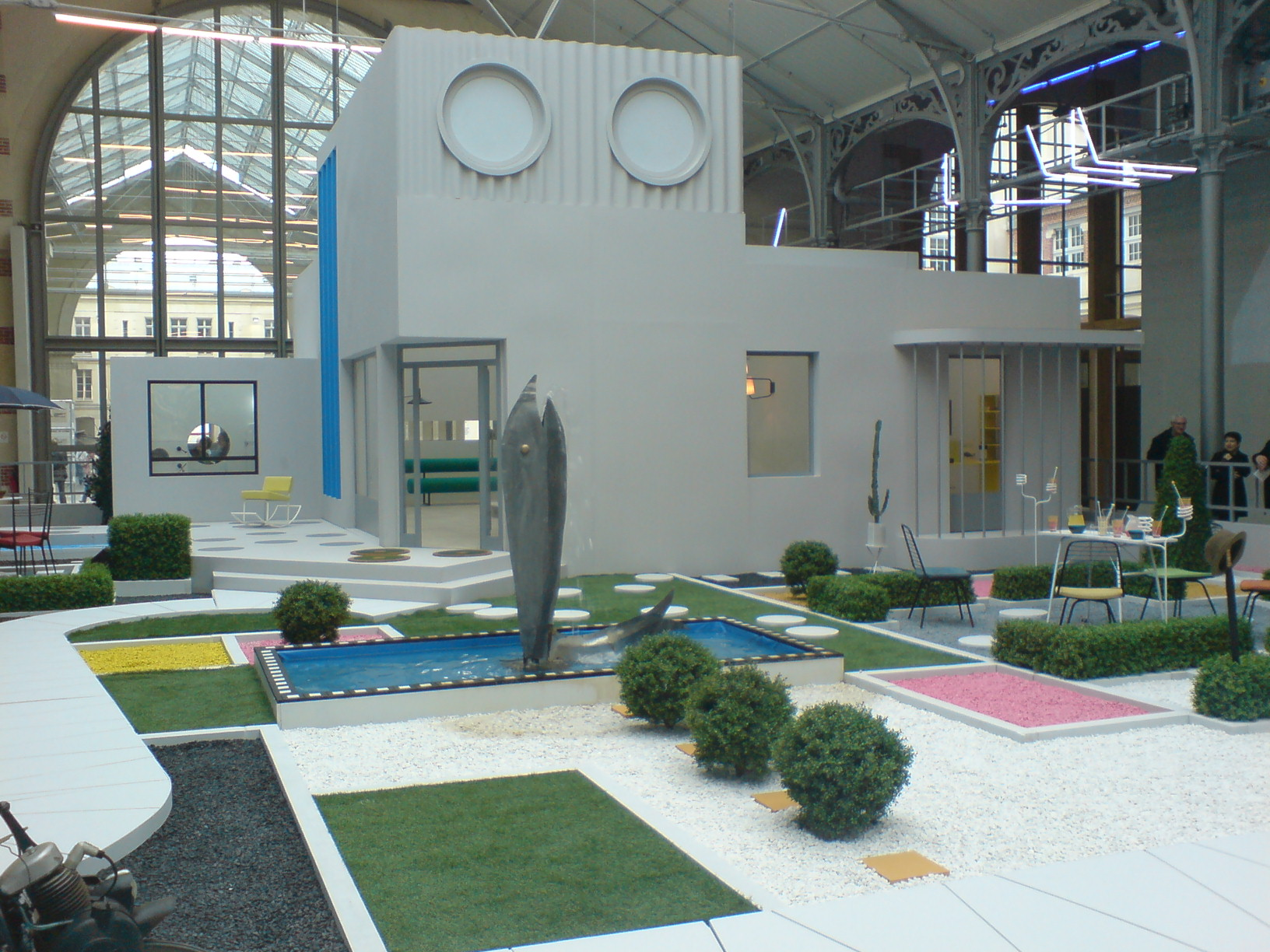
تصویری از ویلای خانوادهٔ آرپل که فضای هندسی و فوق‌مدرن آن کاملاً مشخص است. فوارهٔ آب‌نما در مرکز تصویر تنها هنگامی به کار می‌افتد که مهمان مهمی می‌آید.

- بتی اشنایدر درنقش بتی (دختر صاحب‌خانه)
- ژان فرانسوا مارشال درنقش والتر
- دومینیک ماری درنقش همسایه
- یوآن آرنو درنقش ژرژت (خدمت‌کار)
- آدلاید دنیلی درنقش خانم پیشار
- رژی فونتنای درنقش تاجر کمربند
- کلود بدول درنقش فروشندهٔ دوره‌گرد
- مکس مارتل درنقش مرد مست
- نیکلاس باتائیل درنقش مرد کارگر

## تفسیر و نقد
فیلم را می‌توان هجو مظاهر شهرنشینی و زندگی ماشینی دانست. فیلم چیرگی ماشین‌زدگی بر زندگی را نه در برتری ماشین، بلکه در ضعف‌های کوچک بشری می‌بیند. برخورد ساده‌انگارانهٔ آقای اولو با وسایل مدرن خانهٔ خواهرش یادآور عصر جدید چارلی چاپلین است.

## توضیحات
1. ↑  این فیلم در ایران به اسم دایی جان هم شناخته می‌شود